# Multiverse United
Multiverse United – gala wrestlingu zorganizowana przez amerykańską federację Impact Wrestling (IW) oraz japońską federację New Japan Pro-Wrestling (NJPW) jako część WrestleConu, która była nadawana na żywo w systemie pay-per-view i za pośrednictwem platformy Fite.tv. Odbyła się 30 marca 2023 w Globe Theater w Los Angeles. Gala była drugą w cyklu Multiverse promowanym przez Impact podczas weekendu WrestleManii w ramach WrestleCon, po Multiverse of Matches w 2022 roku, ustanawiając tym samym cykl Multiverse jako coroczną tradycję.
Na gali odbyło się dziewięć walk, w tym jedna w pre-show. W walce wieczoru, Hiroshi Tanahashi pokonał Mike’a Baileya. W innych ważnych walkach, Kenta pokonał Minoru Suzuki broniąc Strong Openweight Championship, Trey Miguel obronił mpact X Division Championship w Six-way Scramble oraz Bullet Club (Ace Austin i Chris Bey) obronili Impact World Tag Team Championship w Four-way tag team matchu.

## Tło
9 lutego 2023, Impact Wrestling i New Japan Pro-Wrestling ogłosiły, że współprodukują galę w ramach tegorocznego WrestleCon o nazwie Multiverse United: Only the Strong Survive, które odbędzie się w Globe Theatre w Los Angeles w czwartek, 30 marca 2023 roku, emitowany na żywo na Fite.tv.

## Rywalizacje
Multiverse United oferowało walki wrestlingu z udziałem różnych zawodników na podstawie przygotowanych wcześniej scenariuszy i rywalizacji, które są realizowane podczas cotygodniowych odcinków programu Impact!. Wrestlerzy odgrywają role pozytywnych (face) lub negatywnych bohaterów (heel), którzy rywalizują pomiędzy sobą w seriach walk mających budować napięcie.

## Wyniki walk
| Nr                                                                   | Wyniki | Stypulacje                                                                                              | Czas  |
| -------------------------------------------------------------------- | --- | --- | ----- |
| 1P                                                                   | Yuya Uemura pokonał Gabriela Kidda poprzez pinfall | Singles match                                                                                           | 7:52  |
| 2                                                                    | Trey Miguel (c) pokonał Clarka Connorsa, Frankiego Kazariana, Kevina Knighta, Richa Swanna i Rocky’ego Romero poprzez pinfall                                                                                             | Six-way Scramble o Impact X Division Championship                                                       | 7:11  |
| 3                                                                    | Alex Coughlin, Callihan, Fred Rosser i PCO pokonali Eddiego Edwardsa, Joego Hendry’ego i Team Filthy (JR Kratosa i Toma Lawlora) poprzez pinfall                                                                          | Eight-man tag team match                                                                                | 12:24 |
| 4                                                                    | Jeff Cobb pokonał Moose’a poprzez pinfall | Singles match                                                                                           | 11:51 |
| 5                                                                    | Deonna Purrazzo pokonała Gisele Shaw, Mashę Slamovich i Miyu Yamashitę poprzez pinfall | Four-way match Zwyciężczyni zostaje dodana do walki o Impact Knockouts World Championship na Rebellion. | 9:20  |
| 6                                                                    | Bullet Club (Ace Austin i Chris Bey) (c) pokonali Aussie Open (Marka Davisa i Kyle’a Fletchera), The Motor City Machine Guns (Alexa Shelleya i Chrisa Sabina) oraz TMDK (Bad Dude Tito i Shane’a Haste’a) poprzez pinfall | Four-way tag team match o Impact World Tag Team Championship                                            | 13:22 |
| 7                                                                    | Kushida pokonał Lio Rusha poprzez submission | Singles match                                                                                           | 12:42 |
| 8                                                                    | Kenta (c) pokonał Minoru Suzukiego poprzez pinfall | Singles match o Strong Openweight Championship                                                          | 15:27 |
| 9                                                                    | Hiroshi Tanahashi pokonał Mike’a Baileya poprzez pinfall | Singles match                                                                                           | 15:16 |
| (c) – mistrz/mistrzyni przed walkąP – walka miała miejsce w pre-show | | |       |